# Liste der Mitglieder des Sächsischen Landtags 1913/14
Diese Liste gibt einen Überblick über die Mitglieder des 35. ordentlichen Sächsischen Landtags, der vom 13. November 1913 bis zum 20. Mai 1914 tagte.

## Zusammensetzung der I. Kammer

### Präsidium
- Präsident: Otto Friedrich Hermann Günther Graf Vitzthum von Eckstädt
- Vizepräsident: Gustav Otto Beutler
- 1. Sekretär: Johannes Käubler
- 2. Sekretär: Klemens Graf und Edler Herr zur Lippe-Biesterfeld-Weißenfeld

### Vertreter des Königshauses und der Standesherrschaften
| Besitz oder Institution                                      | Abgeordneter                                        | Bemerkungen |
| ------------------------------------------------------------ | --------------------------------------------------- | ----------- |
| Sächsisches Königshaus                                       | Prinz Johann Georg                                  |             |
| Besitzer der Standesherrschaft Königsbrück                   | Walter Naumann                                      |             |
| Besitzer der Standesherrschaft Reibersdorf                   | Johann Georg Graf von Einsiedel                     |             |
| Bevollmächtigter der Herrschaft Wildenfels                   | Friedrich Ludwig Karl Georg Graf zu Castell-Castell |             |
| Vertreter der vier Schönburgischen Lehnsherrschaften         | Otto Viktor Fürst von Schönburg-Waldenburg          |             |
| Bevollmächtigter der fünf Schönburgischen Rezessherrschaften | Joachim Graf und Herr von Schönburg-Glauchau        |             |
| Vertreter der Universität Leipzig                            | Adolf Wach                                          |             |

### Vertreter der Geistlichkeit
| Amt                                  | Abgeordneter            | Bemerkungen |
| ------------------------------------ | ----------------------- | ----------- |
| Evangelischer Oberhofprediger        | Franz Wilhelm Dibelius  |             |
| Dekan des Domstifts zu Bautzen       | Aloys Schäfer           |             |
| Superintendent zu Leipzig            | Karl August Seth Cordes |             |
| Vertreter des Kollegiatstifts Wurzen | Karl Heinrich Wäntig    |             |
| Vertreter des Hochstifts Meißen      | Karl von Kirchbach      |             |

### Auf Lebenszeit gewählte Abgeordnete der Rittergutsbesitzer
| Wahlbezirk            | Abgeordneter                                                        | Bemerkungen |
| --------------------- | ------------------------------------------------------------------- | ----------- |
| Meißner Kreis         | Karl Andreas Friedrich Wilhelm Moritz Vincenz Graf von Brühl-Renard |             |
| Meißner Kreis         | Otto Steiger                                                        |             |
| Meißner Kreis         | Karl Wilhelm von Oppel                                              |             |
| Erzgebirgischer Kreis | Otto Friedrich Hermann Günther Graf Vitzthum von Eckstädt           |             |
| Erzgebirgischer Kreis | Hans Heinrich Graf von Könneritz                                    |             |
| Oberlausitz           | Klemens Graf und Edler Herr zur Lippe-Biesterfeld-Weißenfeld        |             |
| Oberlausitz           | Hans Rudolf von Sandersleben                                        |             |
| Oberlausitz           | Karl Adolf Steiger                                                  |             |
| Leipziger Kreis       | Paul Gustav Leopold von Hübel                                       |             |
| Leipziger Kreis       | Alfred Georg Sahrer von Sahr                                        |             |
| Vogtländischer Kreis  | Heinrich Eduard Hüttner                                             |             |
| Vogtländischer Kreis  | Sylvio Heinrich Horst von Kospoth                                   |             |

### Rittergutsbesitzer durch Königliche Ernennung
- Otto Ludwig Christof von Schönberg
- Dietrich August Leo Sahrer von Sahr
- Arnold Woldemar von Frege-Weltzien
- Arthur Becker
- Hans von Trebra-Lindenau
- Karl Adolf von Carlowitz
- Kurt von Boxberg
- Karl Georg Levin von Metzsch-Reichenbach
- Maximilian Freiherr Dathe von Burgk
- Paul Mehnert

### Magistratspersonen
| Wahlbezirk | Abgeordneter                                        | Bemerkungen |
| ---------- | --------------------------------------------------- | ----------- |
| Dresden    | Gustav Otto Beutler, Oberbürgermeister              |             |
| Leipzig    | Rudolph Bernhard August Dittrich, Oberbürgermeister |             |
| Zwickau    | Johann Karl Keil, Oberbürgermeister                 |             |
| Meißen     | Albin Max Ay, Oberbürgermeister                     |             |
| Annaberg   | Karl Theodor Wilisch, Bürgermeister                 |             |
| Plauen     | Julius Dehne, Oberbürgermeister                     |             |
| Bautzen    | Johannes Käubler, Oberbürgermeister                 |             |
| Chemnitz   | Heinrich Sturm, Oberbürgermeister                   |             |

### Vom König nach freier Wahl ernannte Mitglieder
- Paul Wäntig
- Otto Erbert
- Hugo von Hoesch
- Johannes Georg Reinecker
- Albert Brockhaus

## Zusammensetzung der II. Kammer

### Präsidium
- Präsident: Paul Vogel
- 1. Vizepräsident: Hugo Gottfried Opitz
- 2. Vizepräsident: Michael Ernst Bär
- 1. Sekretär: Oskar Schanz
- stellvertretender 1. Sekretär: Richard Hartmann
- 2. Sekretär: Gotthold Anders
- stellvertretender 2. Sekretär: Bernhard Ferdinand Rentsch

### Städtische Wahlbezirke
| Wahlbezirk | Abgeordneter                       | Partei / politische Ausrichtung       | Bemerkungen |
| ---------- | ---------------------------------- | ------------------------------------- | ----------- |
| Dresden 1  | Friedrich Kaiser                   | NLP                                   |             |
| Dresden 2  | Franz Hettner                      | NLP                                   |             |
| Dresden 3  | Gotthold Anders                    | NLP                                   |             |
| Dresden 4  | Paul Vogel                         | NLP                                   |             |
| Dresden 5  | Ernst Schulze                      | SPD                                   |             |
| Dresden 6  | Otto Koch                          | Freisinnige Volkspartei               |             |
| Dresden 7  | Robert Wirth                       | SPD                                   |             |
| Leipzig 1  | Arthur Löbner                      | NLP                                   |             |
| Leipzig 2  | Georg Wappler                      | NLP                                   |             |
| Leipzig 3  | Richard Illge                      | SPD                                   |             |
| Leipzig 4  | Wilhelm Heinrich Lange             | SPD                                   |             |
| Leipzig 5  | Georg Zöphel                       | NLP                                   |             |
| Leipzig 6  | Albert Steche                      | NLP                                   |             |
| Leipzig 7  | Friedrich August Alfred Keimling   | SPD                                   |             |
| Chemnitz 1 | Franz Hermann Biener               | Deutsche Reformpartei                 |             |
| Chemnitz 2 | Max Clemens Langhammer             | NLP                                   |             |
| Chemnitz 3 | Albin Langer                       | SPD                                   |             |
| Chemnitz 4 | Karl Ernst Castan                  | SPD                                   |             |
| Plauen     | Oscar Günther                      | Freisinnige Volkspartei               |             |
| Zwickau    | Michael Ernst Bär                  | Freisinnige Volkspartei               |             |
| 1          | Ernst Emil Schwager                | Freisinnige Volkspartei               |             |
| 2          | Karl August Richard Hartmann       | NLP                                   |             |
| 3          | Georg Friedrich Alexander Knobloch | Konservativer Landesverein in Sachsen |             |
| 4          | Hans Christian Spieß               | Konservativer Landesverein in Sachsen |             |
| 5          | Karl Hermann Wittig                | Konservativer Landesverein in Sachsen |             |
| 6          | Georg Moritz Braun                 | NLP                                   |             |
| 7          | Johannes Hofmann                   | Konservativer Landesverein in Sachsen |             |
| 8          | Heinrich Beda                      | NLP                                   |             |
| 9          | Konrad Niethammer                  | NLP                                   |             |
| 10         | Oskar Schiebler                    | NLP                                   |             |
| 11         | Emil Hermann Gleisberg             | NLP                                   |             |
| 12         | Emil Nitzschke                     | NLP                                   |             |
| 13         | Johann Friedrich Roth              | Freisinnige Volkspartei               |             |
| 14         | Carl Albert Posern                 | NLP                                   |             |
| 15         | August Wilde                       | SPD                                   |             |
| 16         | Christian Louis Döhler             | NLP                                   |             |
| 17         | Karl Demmler                       | SPD                                   |             |
| 18         | Hermann Richard Seyfert            | NLP                                   |             |
| 19         | Wilhelm Ernst Roch                 | Freisinnige Volkspartei               |             |
| 20         | Emil Alwin Bauer                   | NLP                                   |             |
| 21         | Alban Schnabel                     | NLP                                   |             |
| 22         | Anton Robert Merkel                | NLP                                   |             |
| 23         | Karl Friedrich Bleyer              | NLP                                   |             |

### Ländliche Wahlbezirke
| Wahlbezirk | Abgeordneter                       | Partei / politische Ausrichtung                          | Bemerkungen           |
| ---------- | ---------------------------------- | -------------------------------------------------------- | --------------------- |
| 1          | Karl Otto Uhlig                    | SPD                                                      |                       |
| 2          | Gustav Riem                        | SPD                                                      |                       |
| 3          | Karl Eduard Donath                 | Konservativer Landesverein in Sachsen                    |                       |
| 4          | Rudolph Elwir Hähnel               | Konservativer Landesverein in Sachsen                    |                       |
| 5          | Ernst August Barth                 | Konservativer Landesverein in Sachsen                    | sorbisch Arnošt Bart  |
| 6          | Hermann Linke                      | SPD                                                      |                       |
| 7          | Bernhard Ferdinand Rentsch         | Konservativer Landesverein in Sachsen                    |                       |
| 8          | Michael Kockel                     | Konservativer Landesverein in Sachsen                    | sorbisch Michał Kokla |
| 9          | Clemens August Träber              | Konservativer Landesverein in Sachsen                    |                       |
| 10         | August Emil Nitzsche               | SPD                                                      |                       |
| 11         | Eduard Oswin Frenzel               | Konservativer Landesverein in Sachsen                    |                       |
| 12         | Georg Hermann Böhme                | Konservativer Landesverein in Sachsen                    |                       |
| 13         | Arthur Hugo Göpfert                | NLP                                                      |                       |
| 14         | Gustav Schmidt                     | SPD                                                      |                       |
| 15         | Oswin Eugen Schmidt                | Konservativ/Bund der Landwirte                           |                       |
| 16         | Hermann Fleißner                   | SPD                                                      |                       |
| 17         | Ernst Emil Horst                   | Konservativer Landesverein in Sachsen                    |                       |
| 18         | Max Schreiber                      | Konservativer Landesverein in Sachsen                    |                       |
| 19         | Franz Robert Greulich              | Konservativer Landesverein in Sachsen                    |                       |
| 20         | Friedrich Wilhelm Hauffe           | Konservativer Landesverein in Sachsen                    |                       |
| 21         | Friedrich Ernst Däberitz           | Konservativer Landesverein in Sachsen                    |                       |
| 22         | Paul Oswald Friedrich              | Konservativer Landesverein in Sachsen                    |                       |
| 23         | Peter Ernst Möller                 | SPD                                                      |                       |
| 24         | Friedrich Albert Maximilian Kuntze | NLP                                                      |                       |
| 25         | Hugo Gottfried Opitz               | Konservativer Landesverein in Sachsen                    |                       |
| 26         | Arno Schade                        | Konservativer Landesverein in Sachsen                    |                       |
| 27         | Otto Johannes Mangler              | Konservativer Landesverein in Sachsen                    |                       |
| 28         | Kurt Harter                        | Konservativer Landesverein in Sachsen                    |                       |
| 29         | Richard Robert Schönfeld           | Konservativer Landesverein in Sachsen/Bund der Landwirte |                       |
| 30         | Max Wilhelm August Heldt           | SPD                                                      |                       |
| 31         | Theodor Bruno Mehnert              | SPD                                                      |                       |
| 32         | Ernst Stephan Clauß                | NLP                                                      |                       |
| 33         | Theodor Heymann                    | Konservativer Landesverein in Sachsen                    |                       |
| 34         | Reinhard Dietel                    | Freisinnige Volkspartei                                  |                       |
| 35         | Franz Alfred Brodauf               | Freisinnige Volkspartei                                  |                       |
| 36         | Max Manilius Krauße                | SPD                                                      |                       |
| 37         | Karl Sindermann                    | SPD                                                      |                       |
| 38         | Karl Heinrich Drescher             | SPD                                                      |                       |
| 39         | Friedrich August Wunderlich        | Konservativer Landesverein in Sachsen                    |                       |
| 40         | Robert Müller                      | SPD                                                      |                       |
| 41         | Ernst Ottomar Kleinhempel          | NLP                                                      |                       |
| 42         | Otto Paul Wilhelm Zimmer           | SPD                                                      |                       |
| 43         | Max Winkler                        | SPD                                                      |                       |
| 44         | Hermann Sammler                    | Konservativer Landesverein in Sachsen                    |                       |
| 45         | Oskar Schanz                       | Konservativer Landesverein in Sachsen                    |                       |
| 46         | Julius Fräßdorf                    | SPD                                                      |                       |
| 47         | Emil Otto Richter                  | SPD                                                      |                       |
| 48         | Max Ottomar Singer                 | NLP                                                      |                       |